# Башкирское восстание (1755—1756)
Башкирское восстание 1755—1756 годов или Восстание Батырши — одно из первых крупных башкирских восстаний во второй половине XVIII века.

## Причины восстания
Восстание Батырши было вызвано усилением феодального гнёта, земельными притеснениями и насильственной христианизацией, проводимыми царской администрацией.
С трудом подавив Башкирское восстание (1735—1740), правительство поспешило воспользоваться плодами победы. Башкирам запретили добычу соли, обязав их покупать её в казенных магазинах по высокой цене. По Указу сената от 16 марта 1754 ясак был заменен покупкой соли из казны, что привело к увеличению налога в 5-6 раз. Отмену ясака башкиры восприняли как ликвидацию их вотчинных прав на землю.
Также было введено суровое правило: башкиры не имели права держать огнестрельного оружия, а если оно у кого обнаруживалось, то у владельца отбирались лошади в пользу доносчика; во всех селах были закрыты кузницы, ни один башкир не имел права выехать из своего села без специального разрешения.

## Место восстания
Восстание развернулось на территориях Осинской, Ногайской и Сибирской даруг.

## Ход боевых действий
Определённую роль в подготовке восстания сыграло воззвание («Тахризнамэ») муллы Абдуллы Галеева по прозванию Батырша, который призывал башкир и других мусульман империи к «священной войне». Однако фактически Батырша не руководил восстанием, и всё движение проходило не под его лозунгами.
Восстание началось 15 мая 1755 года в Бурзянской волости Ногайской даруги (Южный Башкортостан) убийством начальника горноизыскательной партии Брагина («вора и злодея»), разорением Сапсальского почтового стана и прекращением обслуживания Исетского тракта. Восставшими руководили Джилян Иткул и Худайберда-мулла. Между восставшими не было единства. Под натиском правительственных войск наиболее активные участники Башкирского восстания ушли в казахские степи. В августе движение в этом районе возобновилось и захватило ряд соседних волостей. Были разгромлены некоторые заводы и почтовые ямы, убито несколько местных старшин. К концу августа значительная часть восставших ушла в казахские степи и движение затихло. 3-я вспышка восстания произошла в районе Осинской даруги (Северный Башкортостан) 27-28 августа 1755 года. Восставшие во главе с Мустаем и Акбашем убили своего старшину и начали готовиться к более активным действиям. Однако против них выступили местные феодалы, и движение прекратилось. Большую роль в этом сыграла политика царского правительства, направленная на раскол восставших (прощение всех добровольно сдавшихся участников восстания, натравливание на башкир мишар и казахов и т. п.).
Получив тревожные вести с Ногайской дороги, Неплюев отправляет в сенат срочное донесение о начавшемся восстании. В небольшой промежуток времени восстание охватило уже много волостей: Усерганскую, Тангаурскую, Чакмин-Кипчакскую и другие. Во многих местах организуются самостоятельные отряды. Некоторыми отрядами руководят старшины, которые отлично понимают, что на основании инструкции им помилования не будет. Один из таких отрядов под руководством старшин Салтыкова и Тияумбета разрушил медеплавильный завод Шувалова А. И. На защиту завода был выслан отряд под начальством капитана Шкопского, но восставшие окружили его в горном ущелье, замкнули выход, и отряд был весь уничтожен. Восставшие нападали на крепости, заводы, уничтожали русские селения. В случае поражения башкиры предполагали уйти в казахскую степь, о чём договорились ещё в 1754 году с Аблай-ханом Среднего жуза.
Мулла Чурагул Минлибаев сформировал отряд повстанцев из гайнинских башкир сёл Тюндюк, Барда, Ашап, Сараши, Султанай, Аклуши и других. В то же время подняли восстание башкиры села Кызылярово (Краснояр) Акбаш Андрюшев и Мустай Теребердин. 27 августа 1755 года Чурагул Минлибаев со своим отрядом прибыл в село Кызылярово. Собрав все силы, повстанцы планировали направиться к Батырше в село Карыш Сибирской даруги. Но после перехода Туктамыша Ижбулатова на сторону правительства движение на Осинской дороге было разобщено, а идеолог восстания Батырша не решился на открытое восстание, что в конечном счете привело к срыву начавшегося движения башкир Осинской и Сибирской дорог.
Неплюев принимал срочные меры для подавления восстаний. В его распоряжении было войско в составе 24 тысяч человек. Все крепости были объявлены на военном положении, а в глубь Башкирии для подавления восстания любыми мерами были брошены три полка: Московский, Ревельский и Троицкий, плюс 1000 яицких казаков под командой Тимашева, 1000 калмыков и 1000 донских казаков. Считая положение опасным, Неплюев просит военное подкрепление, и ему присылают ещё три полка: Владимирский из Пензы, Астраханский из Шацка и Азовский из Алатырска.
Боясь, чтобы окружающее население, казанские татары и сибирские народы, не присоединились к восставшим, Военная коллегия срочно направляет в Оренбургский край ещё 5 полков: Вятский и Сибирский из Ярославской провинции, Курский из Москвы, Ярославский из Коломны и Ростовский из Козлова. Полкам был отдан приказ идти без передышки.
Войсками был оцеплен весь Башкортостан, все выходы башкирам были закрыты, восставшим ждать пощады или помощи было неоткуда. С Дона ожидалось новое подкрепление — 2000 донских казаков.
В помощь Неплюеву назначаются специальные чиновники — Иван Салтыков и Фёдор Ушаков. Первому из них было поручено общее руководство всеми войсками, сосредоточенными в Оренбургской губернии. Распоряжение Неплюева подавить восстание любыми мерами было понято командирами отрядов, оперировавшими в Башкирии, в прямом смысле: многие населенные пункты башкир были разорены и сожжены, тысячи повстанцев погибли.
За поимку Батырши была объявлена награда в 1000 рублей и ценные подарки. 26 сентября 1755 года Елизавета Петровна обратилась с манифестом к татарам Среднего Поволжья. За участие в походе против восставших татарам обещали разрешить захваченное ими в боях имущество и пленных оставить у себя. Для их полной верности царскому правительству была несколько ослаблена насильственная христианизация, в частности, был удалён оттуда Лука Конашевич, и разрешено строить мечети. В итоге многие казанские татары участвовали в подавлении восстания башкир. Согласно П. И. Кеппену, их численность была около 5000 человек.
В Башкортостан также были направлены царские войска, состоявшие из около 25 тысяч солдат, драгун и казаков.
Окружённые со всех сторон войсками, башкиры в количестве 50 тысяч человек вместе с семьями и имуществом устремились за Яик, в казахскую степь.
В августе 1756 году лидеры Малой Орды приняли решение выдать находившихся у них башкир царскому правительству. Домой возвратилось не более 12 — 15 тыс. человек.
На территории Ногайской даруги бои с повстанцами продолжалось до весны 1756 года.

## Итоги восстания
Несмотря на жестокое подавление, после восстания давление со стороны царской власти на башкир было несколько ослаблено, правительство согласилось подтвердить вотчинное право башкир на землю, отказалось от планов превращения их в крепостных крестьян и насильственной христианизации.